# Datureae
Datureae, tribus dvosupnica iz porodice pomoćnica (krumpirovki), dio je potporodice Solanoideae. Sastoji se od tri roda.
Tribus je opisan u A General History of the Dichlamydeous Plants 4: 472. 1838.

## Opis tribusa
Datureae G. Don je pleme u Solanaceae poznato po svojim karizmatičnim vrstama velikih cvjetova (bijeli kužnjak i anđeoske trube). Monofilija plemena je dobro utvrđena, ali nedavno otkriće da vrsta prethodno opisana u Iochroma (također Solanaceae) pripada u Datureae poziva na ponovnu procjenu opsega plemena. Procijenjena je filogenija Datureae, uključujući svih njenih 18 vrsta, koristeći tri jezgrene regije i uključene su informacije o fosilima za procjenu vremena divergencije. Na temelju ove filogenije rekonstruirana je evolucija ključnih aspekata reproduktivne morfologije i povijesti života kako bi se identificirale dijagnostičke značajke. Molekularne filogenetske analize sugeriraju da je diverzifikacija Datureae započela otprilike prije oko 35 milijuna godina, oko početka izdizanja Anda. Unutar plemena, Datura i Brugmansia su monofiletski sestrinski taksoni, a pogrešno postavljena vrsta Iochroma sestrinska je preostalim vrstama. Na temelju novih morfoloških analiza, potonje su opisani kao novi monotipski rod Trompettia. Rekonstrukcije stanja predaka identificiraju dijagnostičke značajke za svaki od tri roda i pokazuju veliki niz promjena duž grane Datura, uključujući evoluciju uspravnih cvjetova, kapsulastog ploda i godišnju povijest života. Koristeći ove značajke, formalno su ponovno ograničeni Datureae kako bi se uključili svi rodovi i njihove vrste i dali taksonomski ključ za pleme.

## Rodovi
1. Trompettia J. Dupin (1 sp.)
2. Datura L. (13 spp.)
3. Brugmansia Pers. (7 spp.)